# Ричль, Фридрих Вильгельм
Фридрих Вильгельм Ричль (нем. Friedrich Wilhelm Ritschl; 6 апреля 1806, Гросфаргула — 9 ноября 1876, Лейпциг) — выдающийся немецкий филолог, профессор в Галле, Бреславле, Бонне и Лейпциге.

## Учёные труды

### Плавт
Учёные труды Ричля были по преимуществу посвящены архаической латыни. Занятия в этой области он начал с изучения комедий Плавта и первым выяснил то огромное значение его древнейшей рукописи, так называемого миланского палимпсеста, для восстановления текста этого писателя. На основании этой рукописи и других соображений Ричль восстановил истинное имя Плавта — Titus Maccius P. (вместо прежнего M. Accius). Он определил впервые хронологию комедий Плавта и историю их дальнейшей судьбы. Все труды Ричля, относящиеся к Плавту, объединены в его втором томе «Opuscula philologica». Издание комедий Плавта он начал с 1848 года и не довел до конца сам, а передал работу трём своим ученикам — Гётцу, Лёвэ и Шёллю.

### История латыни
Занятия Плавтом привели Ричля к исследованию истории латинского языка. Ему удалось не только обогатить её целым рядом плодотворных открытий и наблюдений, но и сообщить ей впервые твёрдое основание, путём методического исследования древнейших латинских надписей. Блестящим памятником этой деятельности Ричля служит изданное им в 1862 году литографическое воспроизведение оригиналов древнейших эпиграфических памятников латинского языка, под заглавием: «Priscae latinitatis monumenta epigraphica ad archetyporum fidem exemplis lithographis repraesentata» (Берлин, 1862). Ценные дополнения к этому труду автор дал в пяти боннских программах за 1862—64 гг. и в статье: «Zur Geschichte des lateinischen Alphabets» («Rheinisches Museum», т. 24). Занятия эпиграфикой заставили Ричля обратить внимание на древнейший латинский размер, так называемый versus Saturnius; многие законы этого стиха были впервые указаны Ричлем в его работе: «Poesis Saturniae spicilegium» (Бонн, 1854).

### Прочее
Исследование позднейшей судьбы плавтовых комедий привело Ричля к занятию сочинениями Марка Теренция Варрона; его многочисленные работы по этому предмету собраны в «Opuscula philologica» (т. III, стр. 352—592). К наиболее важным работам Ричля в области греческой литературы принадлежат издание грамматика Фомы Магистра (Галле, 1832) и исследование об александрийских библиотеках (Берлин, 1838). С 1842 года и до смерти, Ричль редактировал филологический журнал «Rheinisches Museum» — старейший научный журнал Германии в области классической филологии. Его учёные работы вошли, большей частью, в состав «Opuscula philologica» (Лейпциг, 1867—79, 5 тт.).

## Преподавание
Ричль был и выдающимся педагогом; он умел очаровывать слушателей даже такими лекциями, как история латинского алфавита. Ему удалось образовать огромную школу, даровитые представители которой действовали не только в Германии (например, Бюхелер, Узенер, Фален, Отто Риббек), но и в Швейцарии, Австрии и России. И. В. Помяловский написал о методе Ричля большую статью в «Журнале Министерства Народного Просвещения» (1872, ч. 152) под заглавием: «Филологическая семинария и занятия эпиграфикой профессора Ричля»; В. И. Модестов, с любовью и уважением вспоминает о Ричле во многих местах своих «Лекций по истории римской литературы» и других сочинениях. Ричль очень интересовался насаждением классицизма в России, выработал, по предложению А. И. Георгиевского, план русской семинарии в Лейпциге, недолго (1873—75) заведовал этой семинарией и читал в ней лекции. После смерти Ричля его книжное собрание было приобретено библиотекой Нежинского Историко-филологического института князя Безбородко.
Среди его учеников числился также Фридрих Ницше, который начинал блестящую карьеру, уже к 25 годам получив звание профессора классической филологии. Впоследствии от карьеры филолога отказался, однако стал одним из самых известных философов XIX века.

## Источник
- Малеин А. И. Ричль, Фридрих Вильгельм // Энциклопедический словарь Брокгауза и Ефрона : в 86 т. (82 т. и 4 доп.). — СПб., 1890—1907.